# Misérable (gâteau)
Pour les articles homonymes, voir Misérable.

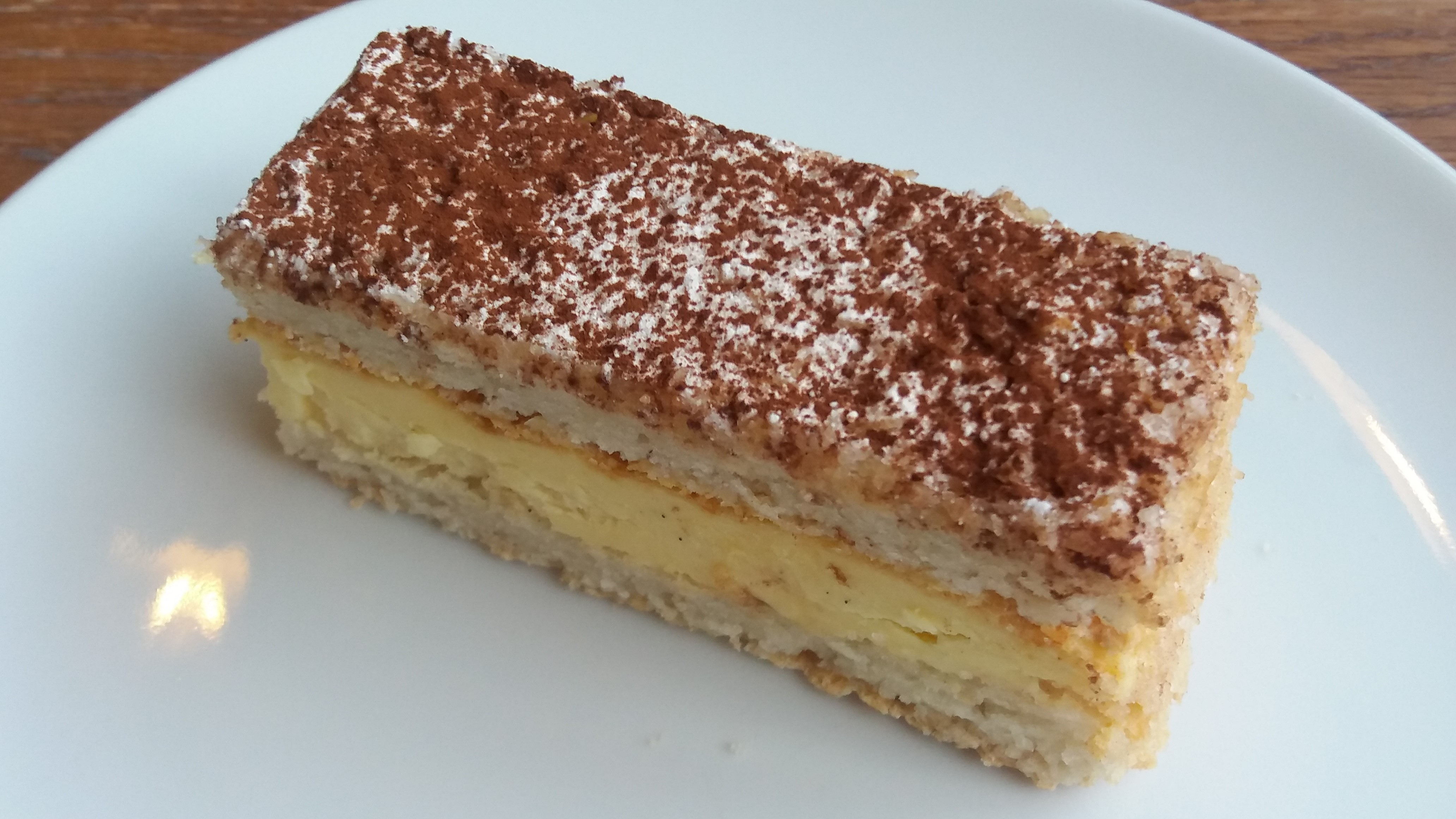
Misérable.

Un misérable en Belgique est un type de gâteau éponge aux amandes qui est une recette traditionnelle belge. Le gâteau est rempli de pudding préparé en fouettant un sirop de glucose chaud dans une mousse de jaune d'œuf, connue sous le nom de pâte à bombe. La base du gâteau est faite d'amandes, connue sous le nom de biscuit Joconde,.